# Terry Goodkind
Œuvres principales
- Cycle de L'Épée de vérité

Terry Goodkind, né le 11 janvier 1948 à Omaha dans le Nebraska et mort le 17 septembre 2020 à Boulder City au Nevada, est un romancier américain de fantasy.
Il est connu pour son cycle de L'Épée de vérité qui s'est vendu à plus de vingt millions d'exemplaires dans le monde.
Les œuvres de Terry Goodkind sont fortement influencées par la philosophie objectiviste d'Ayn Rand.

## Biographie
Terry Goodkind naît en 1948 à Omaha dans le Nebraska. Il poursuit des études d'art afin de se spécialiser dans la représentation de la faune et de la flore.
Durant sa scolarité, la lecture est une torture pour lui car il est dyslexique. Il faut l'encouragement de ses professeurs pour qu'il y prenne goût et qu'il puisse transcrire ses mondes imaginaires. Depuis tout petit en effet, Terry Goodkind imagine des histoires sans pour autant les coucher à l'écrit à cause de cette barrière. Son parcours professionnel est pour le moins particulier : avant de devenir écrivain il est tour à tour charpentier,  luthier et  restaurateur d'antiquités. En 1983, il part s'installer avec son épouse Jeri dans les montagnes boisées sur la côte du Maine où il fait construire sa maison. Il attend patiemment de mûrir son récit avant de se lancer dans la rédaction de l'idée qui le poursuivait durant toute la construction de sa maison. C'est là que, dix ans plus tard, il rédige face à la mer son premier roman, La Première Leçon du sorcier, dont le succès lance sa carrière d'écrivain. 
Terry Goodkind se réclame de l'objectivisme dans son acception libertarienne : il s'agit d'une pensée capitaliste individualiste affirmant la suprématie de l'individu sur la collectivité, en faveur du laissez-faire et de l'égoïsme rationnel, pensée par la philosophe et romancière américaine Ayn Rand.

## Œuvres

### Univers deL'Épée de vérité

#### Cycle deL'Épée de vérité

##### Premier arc
- Dette d'os, Bragelonne, 2008 ((en) Debt of Bones, 1998)Préquelle au premier arc, préalablement traduite en 2001 et publiée dans l'anthologie Légendes aux éditions J'ai lu

Debt of bones (Dette posthume) raconte la jeunesse de certains protagonistes de la série et permet ainsi de mieux comprendre les autres tomes. Elle est parue sous le titre Dette Posthume dans l'anthologie Légendes de Robert Silverberg (Éditions 84 pour le grand format, Éditions J'ai lu pour la version poche) en 2001. Il est sorti chez Bragelonne le 4 décembre 2008 sous le titre Dette d'os.
1. La Première Leçon du sorcier, Bragelonne, 2003 ((en) Wizard's First Rule, 1994)Paru préalablement chez J'ai lu en deux tomes en 1998.
2. La Pierre des larmes, Bragelonne, 2003 ((en) Stone of Tears, 1995)
3. Le Sang de la déchirure, Bragelonne, 2004 ((en) Blood of the Fold, 1996)
4. Le Temple des vents, Bragelonne, 2005 ((en) Temple of the Winds, 1997)
5. L'Âme du feu, Bragelonne, 2006 ((en) Soul of the Fire, 1999)
6. La Foi des réprouvés, Bragelonne, 2007 ((en) Faith of the Fallen, 2000)
7. Les Piliers de la création, Bragelonne, 2007 ((en) The Pillars of Creation, 2001)
8. L'Empire des vaincus, Bragelonne, 2008 ((en) Naked Empire, 2003)
9. La Chaîne de flammes, Bragelonne, 2009 ((en) Chainfire, 2005)
10. Le Fantôme du souvenir, Bragelonne, 2010 ((en) Phantom, 2006)
11. L'Ombre d'une inquisitrice, Bragelonne, 2011 ((en) Confessor, 2007)

##### Second arc
La Machine à présages paraît le 16 août 2011 aux États-Unis puis le 18 mai 2012 en France : l'histoire débute directement après la fin de L'Ombre d'une inquisitrice, le 11e tome du cycle de L'Épée de vérité. Il ne s'agira pas à proprement parler d'un tome 12 mais plus d'un nouveau départ.
- La Première Inquisitrice : La Légende de Magda Searus, Bragelonne, 2013 ((en) The First Confessor: The Legend of Magda Searus, 2012)Préquelle de la série au complet.

1. La Machine à présages, Bragelonne, 2012 ((en) The Omen Machine, 2011)
2. Le Troisième Royaume, Bragelonne, 2013 ((en) The Third Kingdom, 2013)
3. Le Crépuscule des prophéties, Bragelonne, 2014 ((en) Severed Souls, 2014)
4. Le Cœur de la guerre, Bragelonne, 2015 ((en) Warheart, 2015)

#### SérieLes Chroniques de Nicci
1. La Maîtresse de la mort, Bragelonne, 2017 ((en) Death's Mistress, 2017)
2. Le Linceul de l'éternité, Bragelonne, 2018 ((en) Shroud of Eternity, 2018)
3. Le Siège de pierre, Bragelonne, 2019 ((en) Siege of Stone, 2018)
4. Cœur de glace noire, Bragelonne, 2021 ((en) Heart of Black Ice, 2020)

#### SérieLes Enfants de D'Hara
Cette série est la suite de L’Épée de Vérité, et reprend donc l'histoire de Richard et Kahlan peu de temps après la fin du tome 15, Le Cœur de la guerre.
1. L'Homme griffonné, Bragelonne, 2019 ((en) The Scribbly Man, 2018)
2. Les Carnassiers de la haine, Bragelonne, 2019 ((en) Hateful Things, 2019)
3. Le Désert des Supplices, Bragelonne, 2020 ((en) Wasteland, 2019)
4. Le Serment d'un voyant, Bragelonne, 2020 ((en) Witch's Oath, 2019)
5. Dans les ténèbres, Bragelonne, 2020 ((en) Into Darkness, 2020)

### Autres livres
Terry Goodkind a déjà débuté l'écriture de trois nouveaux livres dont les droits d'auteur ont été achetés aux États-Unis, au Canada et au Royaume-Uni.
Il s'agit de thrillers contemporains, indépendants et ne faisant pas partie de cycles.

#### La Loi des Neuf
Le premier thriller est sorti le 18 août 2009 aux États-Unis sous le titre The Law of Nines puis le 28 septembre 2012 en France sous le titre La Loi des Neuf. Son synopsis a été dévoilé :
« Un homme craint le pire. Sa mère est devenue folle et a été internée dans un hôpital psychiatrique le jour de ses 27 ans. Aujourd'hui, c'est son 27e anniversaire, et des choses très étranges commencent à lui arriver, à commencer par un avertissement de sa mère : “Ils t'observent derrière les miroirs...” »
Histoire :
Alors qu'il vient de fêter ses 27 ans, d'étranges événements viennent perturber la vie d'Alexandre Rahl. Il croise le chemin d'une jeune femme aussi belle que mystérieuse, hérite d'un domaine qui le propulse du rang d'artiste peintre inconnu à celui du plus grand propriétaire terrien du pays, échappe de peu à la mort et reçoit des menaces. Commence alors une quête de la vérité qui l’emmènera dans des aventures de plus en plus dangereuses sur les traces de l'histoire de sa famille et de traditions millénaires. L'avenir des Mondes repose sur lui. Saura-t-il les sauver ?

#### Les Sanctuaires du mal
Le second thriller est sorti le 15 novembre 2016 aux États-Unis sous le titre Nest puis le 28 juin 2017 en France sous le titre Les Sanctuaires du mal.

#### SérieAngela Constantine
1. La Fille sur la Lune, Bragelonne, 2019 ((en) The Girl in the Moon, 2018)

### Série télévisée
- Legend of the Seeker : L'Épée de vérité (Legend of the Seeker : L'Épée de vérité), la série télévisée de l'œuvre, basée sur les deux premiers tomes de la série, est sortie le 1er novembre 2008 aux États-Unis.